# سیپریانو کاسترو
سیپریانو کاسترو (انگلیسی: Cipriano Castro; زاده ۱۲ اکتبر ۱۸۵۸ – درگذشته ۴ دسامبر ۱۹۲۴) سیاست‌مدار اهل ونزوئلا بود. وی از ۲۰ اکتبر ۱۸۹۹ تا ۱۹ دسامبر ۱۹۰۸ رئیس‌جمهور این کشور بود.
سیپریانو کاسترو در ۴ دسامبر ۱۹۲۴، در سن ۶۶ سالگی درگذشت.